# Índice del rendimiento académico de California
El índice del rendimiento académico (Academic Performance Index, API) es una calificación de escuelas primarias y secundarias del estado estadounidense de California. La calificación, utilizado por el Departamento de Educación de California, oscila entre 200 y 1.000. La Ley de Responsabilidad de las Escuelas Públicas de California de 1999 (Public Schools Accountability Act of 1999; PSAA) estableció el API.